# Valentina Vaughn
Valentina Vaughn (Knights Landing, California; 15 de marzo de 1983) es el sobrenombre de una modelo erótica y actriz pornográfica estadounidense.

## Carrera
Se convirtió en la chica Penthouse de junio de 2005, para lo cual fue fotografiada pore Suze Randall. También apareció en la revista Hustler. Vaughn también ha sido fotografiada por Andrew Blake y Ken Marcus.
También inició una carrera en películas porno y como bailarina exótica.